# 速霸陸EK族引擎
速霸陸EK族引擎為日本富士重工業早期（1960年代至1980年代）開發製造、搭載於輕型車的直列二缸汽油往復式發動機。自1958年該公司以速霸陸360切入汽車市場起，該族引擎曾為旗下輕型車的主要動力來源，並發展出氣冷式、水冷式、二衝程、四衝程等型式；甚至到1980年代後期配合渦輪增壓器及機械增壓器以榨出更大的動力，對接手的速霸陸EN族引擎產生重大影響。

## EK31型

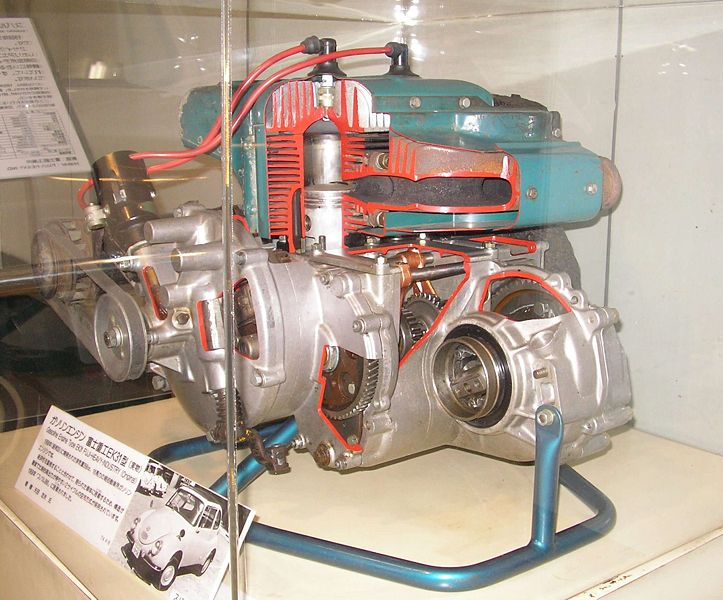
從EK31型引擎剖面可見到一體化的變速箱、差速器

此具EK31型引擎乃富士重工業最初發展的汽車引擎，排氣量356c.c.，缸徑61.5mm、衝程60.0mm，壓縮比6.5：1，採用強制氣冷式二衝程直列二缸設計。最大馬力方面，初期（1958年5月-1960年2月）為16ps / 4,500rpm，中期（1960年2月-1964年7月）為18ps / 4,700rpm，末期（1964年7月-1968年8月）則為20ps / 5,000rpm。車型：
1. 1958年-1968年：360
2. 1961年-1966年：第一代Sambar

1968年8月起將燃燒室形狀自偏心渦流式改成半圓形，馬力提升至25ps / 5,500rpm。車型：
1. 1968年-1970年：360 Young S

## EK51型
排氣量423c.c.的EK51型引擎乃自EK31型擴缸而來，缸徑67.0mm、衝程60.0mm、壓縮比6.5：1、最大馬力為23ps / 5,000rpm，其餘設定同EK31型。這具引擎專門為了放大版的450和北美、澳洲外銷版的Maia而開發的，也曾搭載於1961年第8屆全日本汽車展公開的概念車「速霸陸Sports（（日語）スバル・スポーツ）」。可惜始終難以解決引擎過熱的問題，曾令澳洲進口商法蘭克·奧布萊恩（Frank O'Brien）損失一筆金錢。車型：
1. 1960年-1966年：450 / Maia
2. 1961年：概念車速霸陸Sports

## EK32型
同為排氣量356c.c.的EK32型引擎，壓縮比為7.5：1，其他設定同EK31型。不過因為搭配法國Solex製雙化油器，最大馬力達25ps / 5,500rpm或36ps / 7,000rpm，扭力峰值3.8kg·m / 6,400rpm。車型：
1. 1968年-1970年：360 Young SS

## EK33型
排氣量356c.c.、壓縮比6.5：1的EK33型為EK32型的改良版本，改採鋁合金製的汽缸本體和舌簧閥。為了兼顧引擎的性能與耐用度，潤滑方式採速霸陸獨家開發的「完全分離潤滑方式（（日語）スバルマチック）」。性能表現：
- 最大馬力30ps / 6,500rpm、峰值扭力3.7kg·m / 5,500rpm：搭載於R-2、第二代Sambar。
- 最大馬力36ps / 7,000rpm、峰值扭力3.8kg·m / 6,400rpm：搭載於R-2 Young SS，加裝東京都三國工業（日语：ミクニ）（（日語）株式会社ミクニ）製造的36PHH型雙阻風門式化油器（twin choke carburetor），並具備專用的排氣管與膨脹箱（expansion chamber）。
- 最大馬力32ps / 6,500rpm、峰值扭力3.8kg·m / 5,500rpm：搭載於R-2 Sporty Delux，加裝動力噴嘴的化油器。

車型：
1. 1969年-1972年：R-2 / R-2 Young SS / R-2 Sporty Delux
2. 1970年-1973年：第二代Sambar

## EK34型

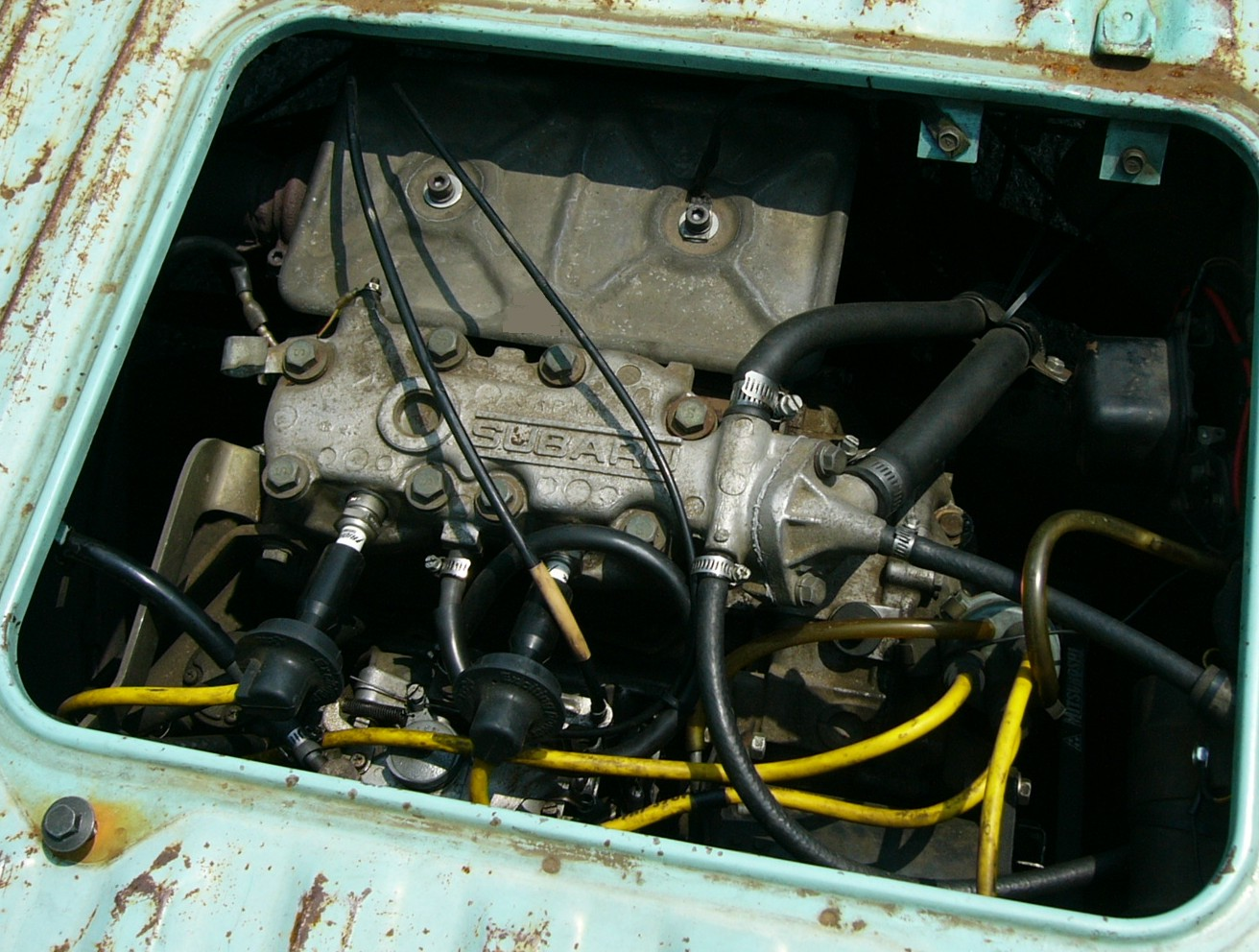
第三代Sambar搭載的EK34型引擎

同為排氣量356c.c.、缸徑61.5mm、衝程60.0mm、壓縮比6.5：1的EK34型乃延續EK33型而來，不過汽缸本體改成水冷式。此具引擎在怠速時會發出啪啦啪啦的噪音，原廠額外加裝「速霸陸ISV」（（日語）アイドリング・サイレンス・バルブ，（英文）idling silence valve）閥門以解決此問題。隨著不同的調校方式而出現不同的性能表現：
- 最大馬力28ps / 5,500rpm：搭載於Sambar K71/K72/K81等車型。
- 最大馬力32ps / 6,000rpm：搭載於R-2、Rex。
- 最大馬力35ps / 6,500rpm：搭載於Rex TS。
- 最大馬力36ps / 7,000rpm：搭載於R-2 GSS。
- 最大馬力37ps / 6,500rpm：搭載於Rex GSR。

車型：
1. 1971年-1972年：R-2
2. 1972年-1973年：第一代Rex
3. 1973年-1976年：第三代Sambar

## EK21型
排氣量358c.c.、缸徑66.0mm、衝程52.4mm、壓縮比9.5：1的EK21型，採用水冷式四衝程SOHC之設計，乃是針對1976年頒布的日本汽車廢氣排放標準新制而生。1975年12月以降，為了因應昭和51年度汽車廢氣排放標準（（日語）昭和51年度排出ガス規制），加裝「SEEC-T（Subaru Exhaust Emission Control-Thermal & Thermodynamic System之縮寫）」的二次空氣導入裝置。車型：
1. 1973年-1976年：第一代Rex
2. 1976年2月-5月：第三代Sambar

## EK22型
此具EK22型自EK21型擴缸而來，排氣量490c.c.、缸徑74.0mm、衝程57.0mm、壓縮比9.0：1，亦附有SEEC-T二次空氣導入系統。不過此型引擎的產品生命周期並不長久，隨即被EK23型取代。車型：
1. 1976年-1977年：第一代Rex / Rex 5
2. 1976年-1977年：Sambar 5

## EK23型
EK23型是EK族最後一型的引擎，因應當時的日本輕型車規格已擴缸至544c.c.；另為了符合昭和53年度汽車廢氣排放標準，加裝了SEEC-T二次空氣導入系統和EGR排氣再循環系統。為了減少振動，水泵和油泵以平衡軸連動，除了定期保養外，也要定期更換內部零件。第一代Rex為後置後驅的佈局，因引擎安置於底盤後半，進氣岐管的位置也跟前置前驅車不同，平衡軸僅在吸氣側安裝一支而已。第二代Rex改成前置前驅後，平衡軸改成吸、排氣兩側各一支以抑制振動。到了第三代Rex除修改汽缸蓋外，也變成當時流行的3閥門設計。後來甚至加裝機械增壓器及渦輪增壓器，特別是機械增壓的EK23-Z型附中冷器和EMPi電子多點噴射裝置（Electric Multi-point Injection之縮寫），在當時車壇算是相當少見的豪華配備。
富士重工業也曾為了1975年設立、1978年全國組織化的「全國紅帽輕型車運輸協會（（日語）全国赤帽軽自動車運送協同組合連合会）」生產專用的EK23型引擎，這類引擎的特徵是紅色頭蓋，並加入許多專用零件以延長使用壽命。

### EK23型（自然進氣、二閥門）
排氣量544c.c.、缸徑76.0mm、衝程60.0mm的EK23型引擎，其進氣、排氣閥門各一，依不同調校則性能表現各異：
- 最大馬力31ps / 6,200rpm、最大扭力4.2kg·m/3,500rpm：第一代Rex轎車型
- 最大馬力28ps / 6,200rpm、最大扭力4.2kg·m/3,500rpm：第一代Rex廂型車型
- 最大馬力31ps / 6,000rpm、最大扭力4.4kg·m/3,500rpm：第二代Rex、Rex Combi
- 最大馬力30ps / 6,000rpm、最大扭力4.2kg·m/3,500rpm：第三代Rex

車型：
1. 1977年-1989年：第一、二、三代Rex
2. 1977年-1989年：第三、四代
3. 1983年-1987年：速霸陸600 / M60 / Mini Jumbo / Sherpa（外銷版）

### EK23-T型（渦輪增壓、二閥門）
這具EK23-T型加裝了日立供應的36mm渦輪，使得最大馬力達41ps / 6,000rpm、峰值扭力5.9kg·m / 3,500rpm。為了對應馬力提升，原廠亦將前煞車系統升級成通風式碟煞，此為日本輕型車之首創。車型：
1. 1983年-1986年：第二代Rex Combi

### EK23型（自然進氣、三閥門）

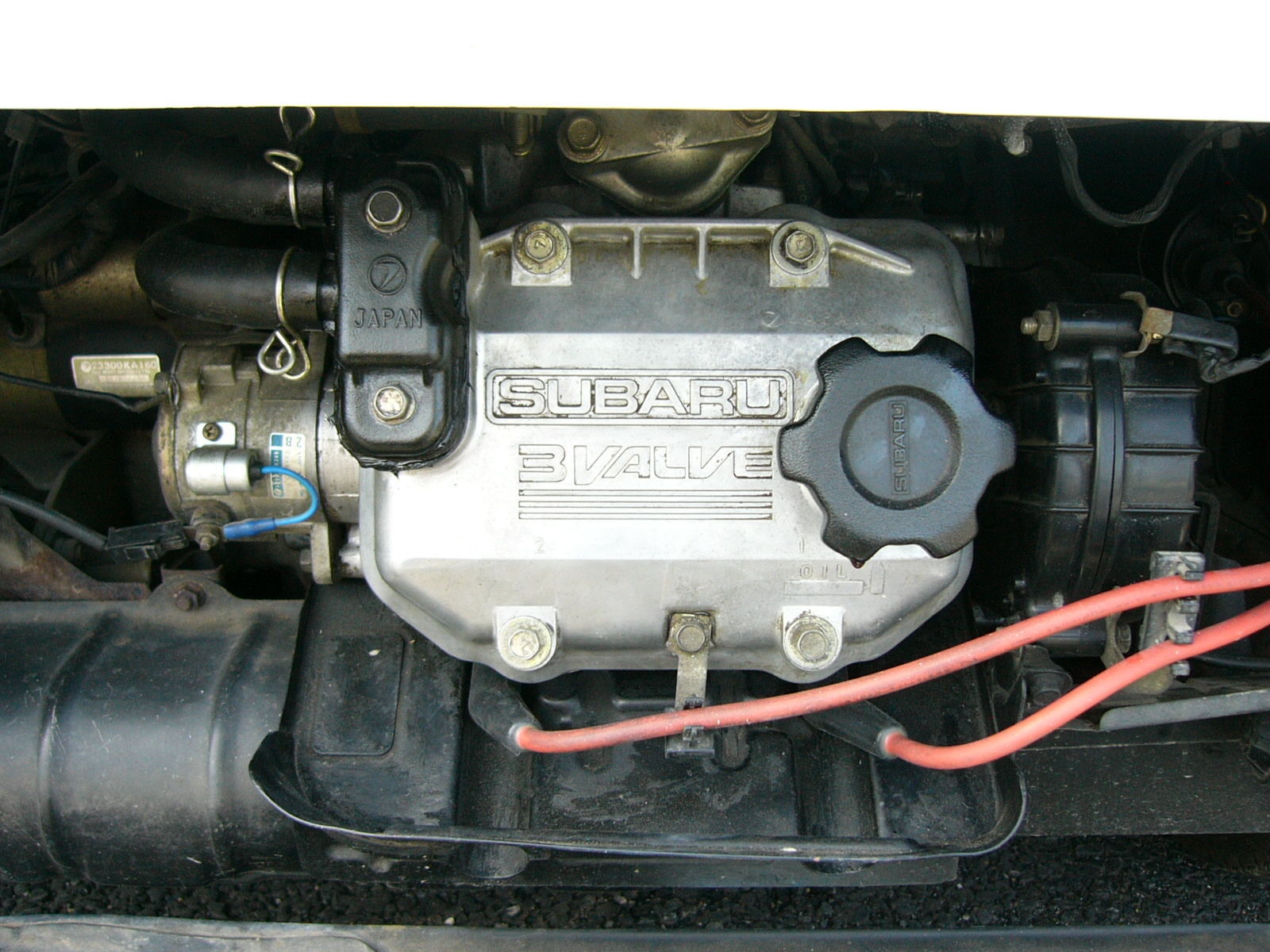
搭載於第四代Sambar的EK23型引擎採三閥門設計

三閥門版本的EK23型採進氣側2閥門、排氣側1閥門的設計，馬力更為提升，達到36ps / 7,000rpm、最大扭力4.4kg·m / 4,500rpm。車型：
1. 1986年-1989年：第三代Rex
2. 1987年-1990年：第四代Sambar

### EK23-Z型（機械增壓、三閥門）
EK23-Z型乃EK23型的最後一個版本，仍採進氣側2閥門、排氣側1閥門的設計外，燃油供給方式改成EMPi電子多點噴射裝置。另外，富士重工業也是1987年以來繼鈴木汽車、大發工業和三菱汽車後，第四家將輕型車引擎加上機械增壓裝置的日系車廠，使得該具引擎55ps / 6,400rpm的馬力、7.4kg·m / 4,400rpm的扭力創下輕型車直列二缸引擎史上的記錄。車型：
1. 1988年-1990年：第三代Rex

## EK42型
排氣量665c.c.、缸徑78.0mm、衝程69.6mm、壓縮比9.5：1的EK42型是此族引擎容積最大的，專門搭載於外銷版本的車輛，最大馬力27ps / 6,000rpm、峰值扭力54N·m / 3,000rpm。車型：
1. 1982年-1989年：第二、三代速霸陸700 / M70 / Mini Jumbo / Sherpa
2. 1982年-1989年：速霸陸Small Van（即第四代Sambar之外銷版本）